# Rue Jules-Auffret
La rue Jules-Auffret, est une importante voie de communication de la commune de Pantin. Elle suit le tracé de la route départementale 20.

## Situation et accès
Partant du nord, cette rue croise notamment la rue Méhul puis passe au-dessus de la rue des Pommiers par un pont routier. Elle marque ensuite le début de l'avenue Édouard-Vaillant et se termine à l'angle du cimetière des Lilas.
Elle est desservie par la station de métro Église de Pantin, sur la ligne 5 du métro de Paris.

## Origine du nom

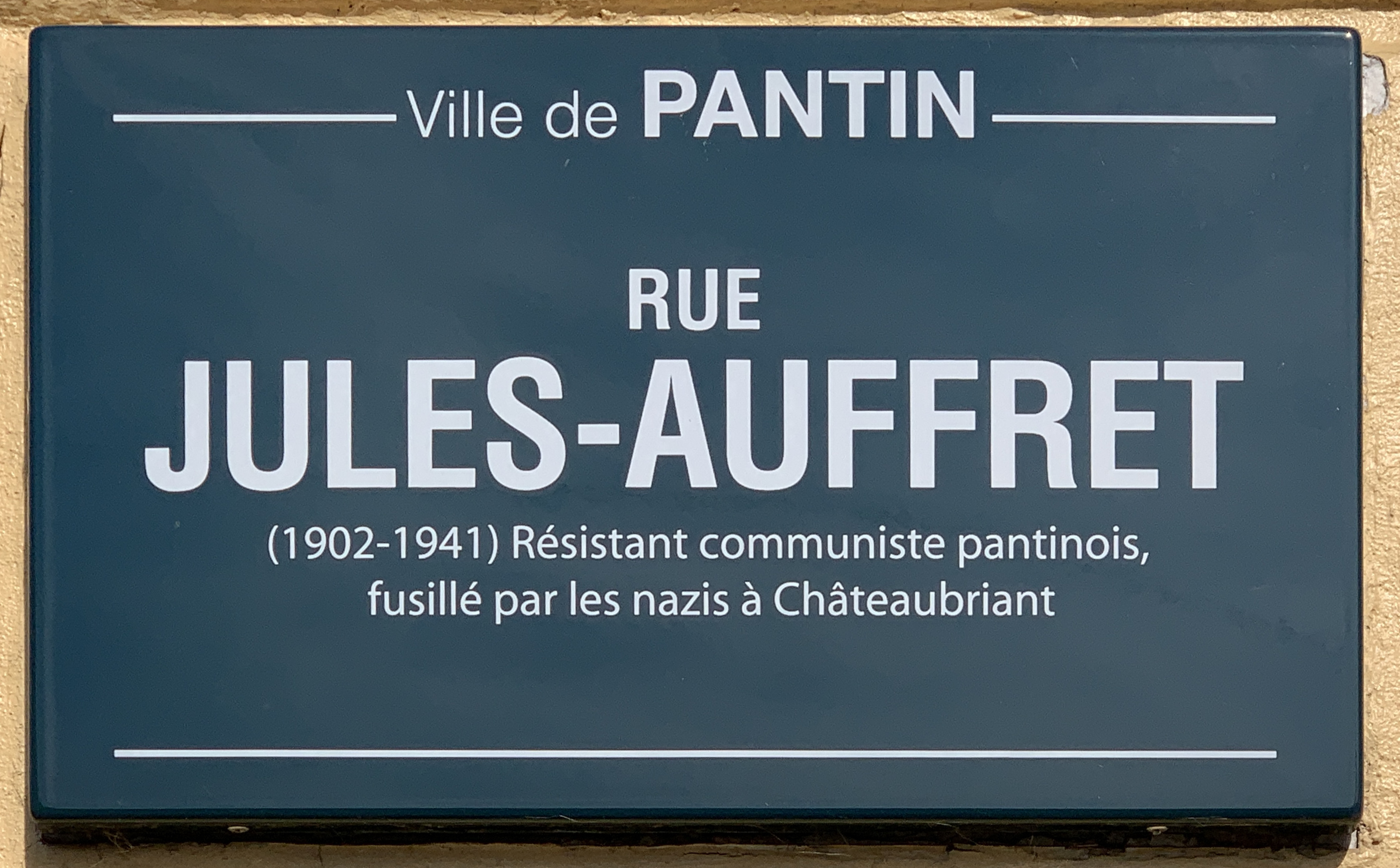
Plaque de la rue.

Elle rend hommage à Jules Auffret (1902-1941), fusillé comme otage le 22 octobre 1941 à Châteaubriant. Ouvrier syndicaliste et communiste ; maire adjoint de Bondy et conseiller général de Noisy-le-Sec, il fut arrêté en 1939.

## Historique

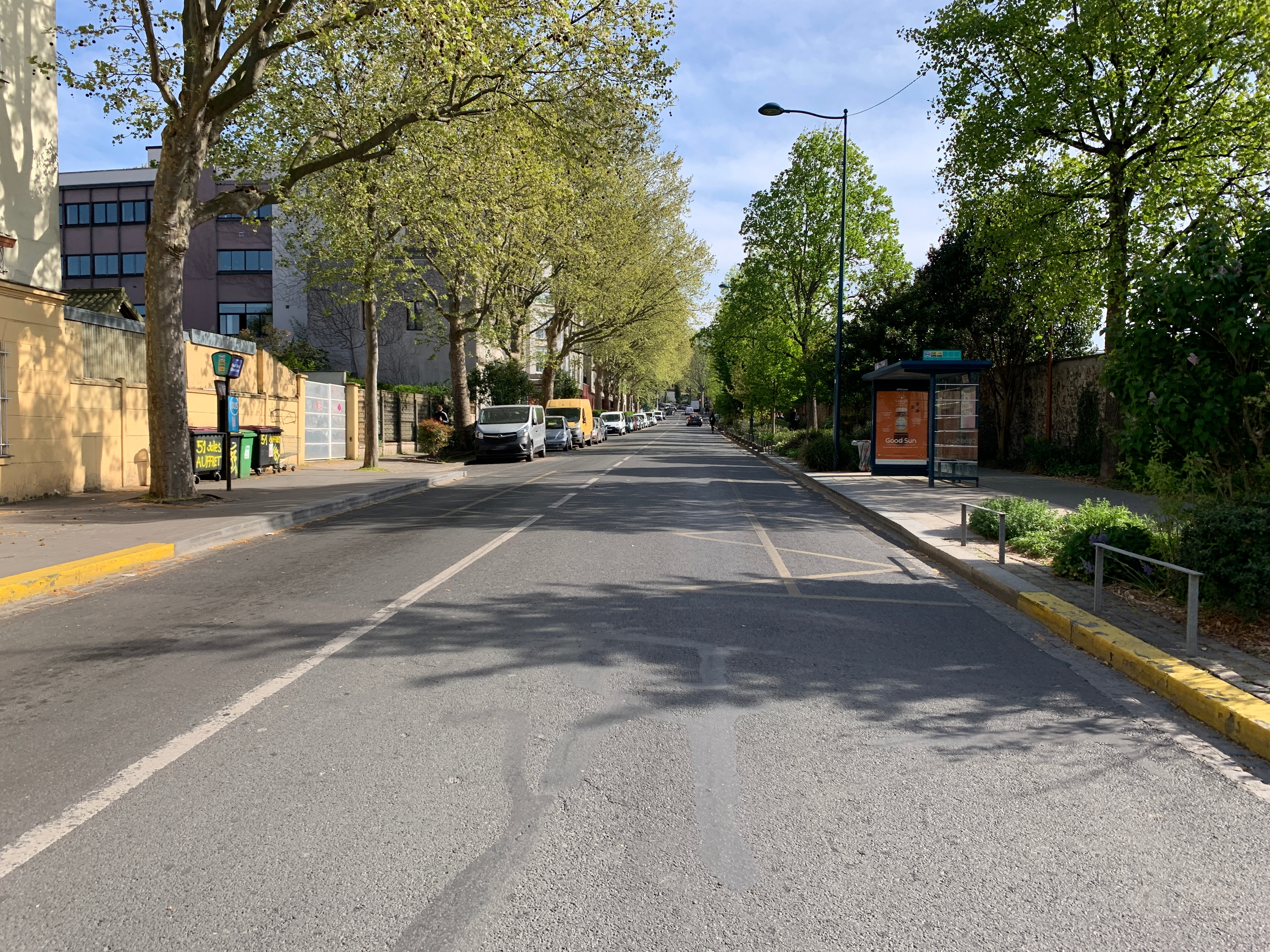
La rue au niveau du cimetière du Pré-Saint-Gervais.

Cette rue qui s'appelait autrefois « rue du Centre » a pris son nom actuel le 15 octobre 1944.

## Bâtiments remarquables et lieux de mémoire
- Au numéro 21, une demeure, bâtie en 1800, ayant  appartenu à la famille de distillateurs Delizy-Doisteau[4]. C'est la plus vaste demeure de la commune. Elle est attenante au square du 8-Mai-1945.
- Cimetière communal du Pré-Saint-Gervais, mis en service en 1826.
- Anciens bâtiments de l'usine Calliat[5].
- Temple protestant, dédicacé le 20 décembre 1908[6]. C'est un bâtiment qui présente un plan en croix latine avec un chevet plat[7].
- Cimetière communal des Lilas, créé en 1868.